# Sericocalyx fluviatilis
Sericocalyx fluviatilis là một loài thực vật có hoa trong họ Ô rô. Loài này được (C.B. Clarke ex W.W. Sm.) Bremek. miêu tả khoa học đầu tiên năm 1944.